# КК Политехника-Галичина
КК Политехника-Галичина (укр. БК "Політехніка-Галичина) је украјински кошаркашки клуб из Лавова. Основани су 1994. године. Тренутно се такмичи у Суперлиги Украјине.

## Познатији играчи
- Јован Копривица
- Владан Вукосављевић
- Мајкл Ли